# Iwona Matkowska
Iwona Nina Matkowska (Żary, 6 de septiembre de 1990) es una deportista polaca que compite en lucha libre.
Ganó dos medallas en el Campeonato Mundial de Lucha, plata en 2014 y bronce en 2006, y cinco medallas en el Campeonato Europeo de Lucha entre los años 2005 y 2012.
En los Juegos Europeos de Bakú 2015 obtuvo una medalla de bronce en la categoría de 48 kg. Participó en dos Juegos Olímpicos de Verano, Londres 2012 y Río de Janeiro 2016, ocupando el séptimo lugar en ambas participaciones.

## Palmarés internacional
| Campeonato Mundial | Campeonato Mundial   | Campeonato Mundial | Campeonato Mundial |
| Año                | Lugar                | Medalla            | Categoría          |
| ------------------ | -------------------- | ------------------ | ------------------ |
| 2006               | Cantón (China)       | Medalla de bronce  | 48 kg              |
| 2014               | Taskent (Uzbekistán) | Medalla de plata   | 48 kg              |
| Juegos Europeos    |                      |                    |                    |
| Año                | Lugar                | Medalla            | Categoría          |
| 2015               | Bakú (Azerbaiyán)    | Medalla de bronce  | 48 kg              |
| Campeonato Europeo |                      |                    |                    |
| Año                | Lugar                | Medalla            | Categoría          |
| 2005               | Varna (Bulgaria)     | Medalla de plata   | 48 kg              |
| 2008               | Tampere (Finlandia)  | Medalla de bronce  | 48 kg              |
| 2010               | Bakú (Azerbaiyán)    | Medalla de bronce  | 48 kg              |
| 2011               | Dortmund (Alemania)  | Medalla de bronce  | 48 kg              |
| 2012               | Belgrado (Serbia)    | Medalla de oro     | 51 kg              |